# É na terra não é na lua
É na terra não é na lua (zu dt.: Es ist auf der Erde, nicht auf dem Mond) ist ein Dokumentarfilm des portugiesischen Regisseurs Gonçalo Tocha aus dem Jahr 2011.

## Handlung
2007 kommen ein Kameramann und ein Tonmann auf Corvo, der kleinsten Insel der Azoren, an. Nach und nach wird das Aufnahmeteam in die Inselgemeinschaft von 440 Bewohnern aufgenommen. In 14 Kapiteln schildert Tocha verschiedene Aspekte der über 500-jährigen Inselzivilisation, die weitgehend auf mündliche Überlieferung gründet.

## Rezeption
Der Film wurde am 12. August 2011 auf dem Internationalen Filmfestival von Locarno uraufgeführt und stand im Oktober 2011 im Wettbewerb beim Festival doclisboa.